# Фонтене-су-Буа (станция RER)
Фонтене-су-Буа — станция линии A транспортной сети RER в пригороде Парижа Фонтене-су-Буа. Открыта в 1969 году. Конструкция включает 2 боковые платформы, частично расположенные под землёй. В часы пик поезда отправляются со станции каждые 10 минут. На 2014—2020 годы запланирована модернизация станции с увеличением количества платформ и путей.
От станции также отходит гейт к ателье-де-Фонтене, обслуживающему линию 1 Парижского метрополитена.

## Общественный транспорт
- Автобус: 124, 210, 524